# Potrerillos (El Paraíso)
Potrerillos is een gemeente (gemeentecode 0710) in het departement El Paraíso in Honduras.
De hoofdplaats is omgeven door heuvels. Door de gemeente lopen de Río Azul en de Río Grande. Verder lopen door de hoofdplaats de beken El Robledal en Las Delicias.

## Bevolking
De bevolking is als volgt verdeeld:
| Vrouwen | 2219 | 48,7% |
| Mannen  | 2334 | 51,3% |

## Dorpen
De gemeente bestaat uit acht dorpen (aldea), waarvan de grootste qua inwoneraantal: El Junquillo (code 071002) en Las Crucitas (071004).